# Guineu de l'Argentina
La guineu de l'Argentina (Dusicyon avus) és una espècie extinta de mamífer carnívor de la família dels cànids que visqué a Sud-amèrica entre el Plistocè superior i finals de l'edat mitjana o principis de l'edat moderna. Se n'han trobat restes fòssils a l'Argentina, el Brasil, l'Uruguai i Xile. Era un cànid de mida petita a mitjana, amb un pes de 15 kg, i possiblement caçava en grups.
Les primeres estimacions en situaven l'extinció aproximadament 2.980 anys enrere a l'illa de Terra del Foc i gairebé 1.700 anys enrere al continent. Les investigacions més recents, en canvi, han confirmat dates molt posteriors: els últims registres confirmats a la regió de les pampes daten de fa 700 anys i els últims a l'extrem meridional de la Patagònia de fa 400 anys.